# Noreply
Noreply, d.w.z. no reply, Engels voor 'geen antwoord', vormt het eerste deel van sommige e-mailadressen. Het wordt meestal gebruikt in de e-mailadressen van nieuwsbrieven, zoals noreply@example.com. Het e-mailadres is dan afkomstig van een computer die automatisch de nieuwsbrieven verzendt, maar die geen antwoorden kan ontvangen. Er zijn ook varianten mogelijk zoals no-reply@example.com, do.not.reply@example.com en do.not.answer@example.com.
Voor het versturen van commerciële mailings is het in Nederland niet toegestaan om gebruik te maken van een noreply-e-mailadres.